# دافني كلير
دافني كلير (بالإنجليزية: Daphne Clair)‏ (1939 في نيوزيلندا)؛ روائية نيوزيلندية.